# Rock Creek (Potomac)

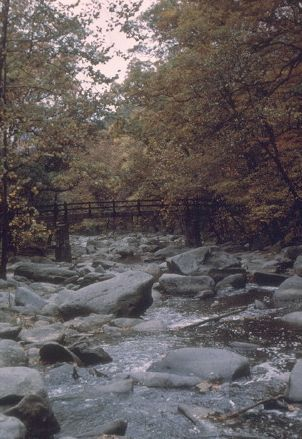
Rock Creek

De Rock Creek is een zijarm van de rivier de Potomac bij Washington D.C. De waterloop is ongeveer 53 km lang.
De rivier ontspringt nabij Laytonsville en mondt uit in de Potomac bij Georgetown, een wijk in Washington D.C., gelegen aan de oostelijke oever van de Potomac.
Langs de oevers bij Washington D.C. is het Rock Creek Park gelegen.
- Library of Congress Control Number: sh85114659
- National Archives and Records Administration: 10038453
- Nationale Bibliotheek van Israël: 987007541225605171
- Virtual International Authority File: 315160920